# 阿克切

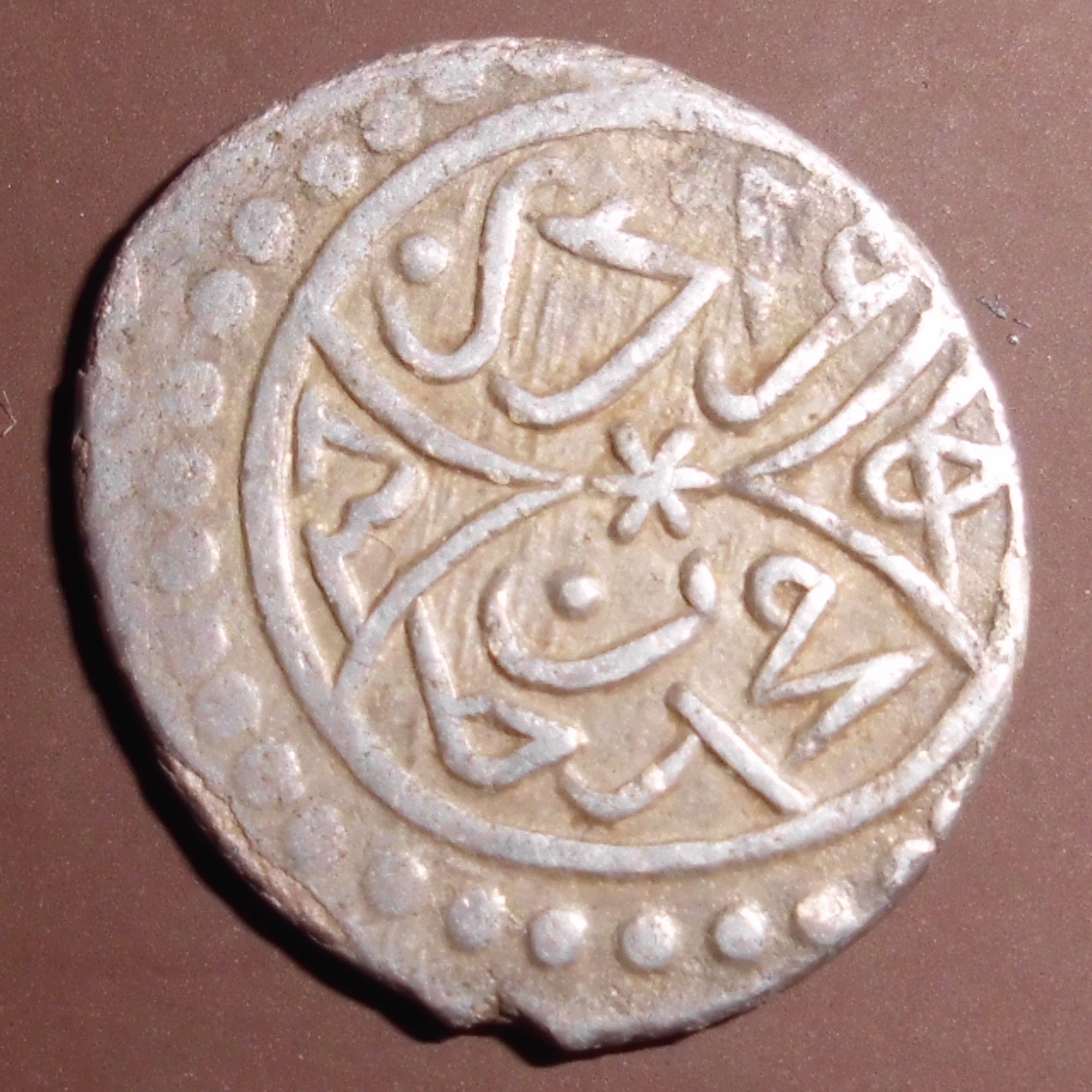
穆拉德二世铸造的阿克切

阿克切银币(奥斯曼土耳其语：آقچه)是奥斯曼帝国的主要货币单位。3个阿克切等于一个柏拉；120个阿克切等于一个库鲁斯。后来库鲁斯慢慢取代了阿克切成了主要货币单位。在1843年，库鲁斯和金币利用金银复本位组成了土耳其里拉。
而位于伊斯坦布尔的苏莱曼尼耶清真寺在1550年代兴建时据报花费了5900万阿克切，由此可见工程规模之大。